# 台中市公車158路
台中市公車158路目前行駛自高鐵台中站經大慶車站、五權車站、臺中車站、興大附農、中興大學、興大附中、立人高中、修平科大到朝陽科技大學。本路線大部分行駛於建國路（烏日區）、建國北路、仁化路（大里區），與相同起訖點的133路權不同。

## 歷史
- 2011年6月1日：新增「高鐵台中站－兒童藝術館」路線。
- 2012年11月1日：原公路客運6258線，自2012年11月01日起移撥為市區公車。
- 2013年7月1日：「高鐵臺中站－臺中兒童藝術館」延駛至竹仔坑。
- 2014年7月14日：158路線兩個月內連續脫班3次，民眾炎炎夏日等車將近遇45分鐘後該公車才抵達，因此事件全航客運恐被開罰5000-15000新台幣。[1]
- 2014年11月1日：延駛至朝陽科大。
- 2021年6月17日：158路公車行經大里霧峰時車後引擎室突起火冒煙，經查證後分別為啟動馬達線路異常冒煙及引擎上方線圈老化所致。[2]
- 2024年3月1日：調整發車時刻。[3]

## 路線基本資料
自高鐵台中站起，沿烏日區建國路、南區建國北路一、二段、西區三民路一、二段、公園路、自由路二段、中區雙十路一段、建國路、南區台中路、南門路、國光路、大里區國光路二段、東榮路、中興路二、一段、仁化路、工業路、工業四路、仁化路、練武路、健東路、霧峰區健東路、民生路、吉峰東路到朝陽科技大學。

### 時刻表
- 時刻表僅供參考，請以全航客運網站公告為準。

班表最後更新日期：2025年2月12日
| 台中市公車158路平/假日時刻表 | 台中市公車158路平/假日時刻表 | 台中市公車158路平/假日時刻表 | 台中市公車158路平/假日時刻表 |
| ---------------------------- | ---------------------------- | ---------------------------- | ---------------------------- |
| 朝陽科技大學開時刻           | 朝陽科技大學開備註           | 高鐵台中站開時刻             | 高鐵台中站開備註             |
| 07:40                        | -                            | 06:00                        | -                            |
| 09:00                        | -                            | 09:20                        | -                            |
| 11:00                        | -                            | 10:40                        | -                            |
| 12:20                        | -                            | 13:00                        | -                            |
| 14:40                        | -                            | 14:20                        | -                            |
| 16:00                        | -                            | 16:20                        | -                            |
| 18:10                        | -                            | 18:20                        | -                            |
| 20:20                        | -                            | 22:00                        | -                            |

### 停站
- 參見右側站牌路線圖。

### 收費
依里程計費；刷電子票證10公里免費。

## 外部連結
- 臺中市公車動態資訊（页面存档备份，存于）